# Bartibog Station
Pour les articles homonymes, voir Bartibog.
Bartibog Station était un village canadien situé dans le comté de Gloucester, au nord-est du Nouveau-Brunswick. Il était compris dans la paroisse de Bathurst, à la frontière avec la paroisse d'Allardville. Le village fut construit le long du chemin de fer Intercolonial et comptait une gare, d'où son nom. Il y eut un bureau de poste de 1905 à 1945. Il y avait 20 habitants en 1898.
La subdivision Heath Steele est inaugurée en 1957 afin de transporter le minerai des mines Heath Steele jusqu'à l'Intercolonial. D'une longueur de 37 km, traversant une région au relief accidenté et coûtant 3 M$, la ligne est le plus grand projet ferroviaire en 40 ans au Nouveau-Brunswick. Le chemin de fer est abandonné en 1987.